# Relaciones Perú-Yugoslavia
Las relaciones Perú-Yugoslavia fueron las relaciones entre la República del Perú y la histórica Yugoslavia hasta su desaparición como nación en 2003.

## Descripción

### Historia
Las relaciones peruanas-yugoslavas fueron relaciones exteriores entre el Perú y la entonces República Federativa Socialista de Yugoslavia. Ambos países participaron activamente en el Movimiento de Países No Alineados que se estableció en Belgrado en 1961. Ambos países establecieron relaciones económicas y consulares en octubre de 1942 en el momento de la invasión de Yugoslavia en la Segunda Guerra Mundial y el gobierno yugoslavo en el exilio. En 1950, los dos países organizaron intercambios culturales entre sus ciudadanos con el objetivo de desarrollar nuevas relaciones. En 1963, el Presidente de la RFS de Yugoslavia, Josip Broz Tito, organizó una gira por Sudamérica de un mes de duración (del 18 de septiembre al 17 de octubre) durante la cual visitó Brasil, Chile, Bolivia, Perú y México. En Perú se reunió con el entonces presidente de Perú, Fernando Belaúnde Terry.

### Intercambio político
Yugoslavia abrió su consulado en Lima en 1967, que reemplazó a un consulado honorario anterior. Al año siguiente, el consulado fue ascendido a la categoría de embajada en pleno caos por el golpe de Estado del 3 de octubre liderado por el militar nacionalista de izquierda Juan Velasco Alvarado, mientras que el primer embajador yugoslavo llegó en 1971.
Durante el mismo año, el canciller yugoslavo Mirko Tepavac invitó al canciller peruano Edgardo Mercado Jarrín a una visita oficial a Yugoslavia. La diplomacia yugoslava quería desarrollar sus relaciones con países de América Latina que no eran dictaduras de derecha con el objetivo de involucrarlos en el Movimiento de Países No Alineados. El gobierno yugoslavo, que manejaba su propia agenda geopolítica, pensaba que gobiernos latinoamericanos de tinte socialista no alineados a la Unión Soviética, como era inicialmente el llamado Gobierno Revolucionario de la Fuerza Armada de Velasco, estarían en condiciones de contrarrestar los esfuerzos de Cuba para posicionar a los regímenes socialistas latinoamericanos con los intereses del Bloque del Este, que eran rivales de la República Federativa Socialista de Yugoslavia.

### Desaparición de Yugoslavia como Estado
El gobierno revolucionario peruano terminó por asimilarse a los intereses cubano-soviéticos, en contraposición de los intereses yugoslavos, desde ese momento, incluso luego de la caída de Velasco en 1975, las relaciones entre el Perú y Yugoslavia se redujeron al mínimo hasta la desaparición de esta última en 2003, cuando se reformó como Serbia y Montenegro.

## Reminiscencia
En junio de 2016 la radio RPP mostró que luego de las elecciones generales del mismo año, la Oficina Nacional de Procesos Electorales (ONPE) registró a Yugoslavia con capital Belgrado como un país en su lista de lugares con peruanos que ejercieron su derecho de voto. Lo curioso es que también se registró a Macedonia del Norte en la lista como una nación aparte, cuando este país formó parte de Yugoslavia hasta 1991.